# Ryszard Maciejewski
Ryszard Romuald Maciejewski – profesor dr hab. nauk medycznych, nauczyciel akademicki, kierownik Katedry Anatomii Człowieka i Zakładu Anatomii Prawidłowej Uniwersytetu Medycznego w Lublinie. Przewodniczący Rady Społecznej Samodzielnego Publicznego Szpitala Klinicznego Nr 1 w Lublinie.

## Życiorys
W 1979 ukończył studia na Wydziale Lekarskim Akademii Medycznej w Lublinie. Specjalizował się w dziedzinie chirurgii ogólnej. Pierwszy stopień specjalizacji uzyskał w 1983. W 1988 zdobył drugi stopień owej specjalizacji oraz stopień doktora nauk medycznych. W 1993 uzyskał stopień doktora habilitowanego nauk medycznych. Od 2001 jest profesorem nauk medycznych. Specjalizował się również w dziedzinach: zdrowia publicznego oraz medycyny ratunkowej, uzyskując specjalizacje w 2004. Ukończył studia podyplomowe w zakresie zarządzania zakładami opieki zdrowotnej i administracji zdrowiem publicznym (2001–2002) oraz studia podyplomowe dla członków rad nadzorczych Spółek Skarbu Państwa (2004).
Związany zawodowo z Uniwersytetem Medycznym w Lublinie. W latach 1995–1999 był pełnomocnikiem rektora do spraw organizacji Oddziału Anglojęzycznego. Był zatrudniony na stanowisku profesora nadzwyczajnego Akademii Medycznej w Lublinie (1996–2002). W latach 1999–2005 sprawował stanowisko prodziekana do spraw Oddziału Anglojęzycznego na Wydziale Lekarskim Akademii Medycznej w Lublinie. Był uczelnianym koordynatorem Programu Sokrates – Erasmus (2003–2008). W latach 2005–2012 sprawował funkcję prorektora do spraw nauki Uniwersytetu Medycznego w Lublinie oraz kierownika Katedry Ratownictwa Medycznego w Wyższej Szkole Informatyki i Zarządzania w Rzeszowie. Od 2012 do 2020 był dziekanem I Wydziału Lekarskiego z Oddziałem Stomatologicznym. W 2010 objął stanowisko kierownika Katedry Anatomii Człowieka i Zakładu Anatomii Prawidłowej Uniwersytetu Medycznego w Lublinie. Brał udział w realizacji pięciu grantów Ministerstwa Nauki i Szkolnictwa Wyższego.
Oprócz działalności akademickiej prowadził Szkołę Ratownictwa w Wojewódzkim Ośrodku Doskonalenia Kadr Medycznych w Lublinie (1990–1991). Od 1999 przez 3 lata był biegłym sądowym z zakresu chirurgii ogólnej Sądu Okręgowego w Lublinie.
Był członkiem Rady Naukowej Instytutu Rehabilitacji i Reumatologii w Warszawie. W 2001 objął funkcję przewodniczego Rady Społecznej Samodzielnego Publicznego Szpitala Klinicznego Nr 1 w Lublinie. Członek Rady Naukowej Instytutu Medycyny Wsi, Rady Naukowej Instytutu Weterynarii w Puławach, Rady Programowej ECO-TECH w Lublinie oraz Społecznej Rady Fundacji Dobrego Samarytanina w Lublinie.
Wszedł w skład komitetu wspierającego kandydaturę Karola Nawrockiego na prezydenta RP w wyborach w 2025.

## Członkostwo

### Towarzystwa Naukowe
- Polskie Towarzystwo Anatomiczne;
- Towarzystwo Chirurgów Polskich;
- Towarzystwo Medycyny Społecznej;
- Towarzystwo Medycyny Ratunkowej;
- Lubelskie Towarzystwo Naukowe;
- International Medical Association for Experimetal Research;
- American Association for the Advancement of Science;
- International Association of Medical Colleges[2].

### Zespoły Ministerialne
- Interdyscyplinarny Zespół do Spraw Infrastruktury Badawczej i Polityki Naukowej Unii Europejskiej MNiSW (2008–2012);
- Zespół Interdyscyplinarny do Spraw Polskiej Mapy Drogowej Infrastruktury Badawczej MNiSW (2010–2012);
- Zespół Ekspertów do Spraw Oceny wniosków o nagrody Ministra Zdrowia dla Nauczycieli Akademickich MZ (2009–2012)[2].

## Wyróżnienia i nagrody
- Złoty Krzyż Zasługi
- Nagroda Ministra Zdrowia za całokształt działalności dydaktycznej i organizacyjnej;
- Medal Komisji Edukacji Narodowej;
- zespołowa nagroda Ministra Zdrowia za publikację A comparative study of angiogenic and cytokinez responses after laparoscopic cholecystectomy performer with standard- and low- pressure pneumoperitoneum;
- zespołowa nagroda Ministra Zdrowia za publikację Cyclooxygenase-2 mediated regulation of E-cadherin occurs in conventional but not early- onset gastric cancer cell lines;
- Dyplom Rektora Politechniki Lubelskiej za działalność dydaktyczną w roku akademickim 2009/2010;
- nagrody naukowe i organizacyjne Rektora Uniwersytetu Medycznego w Lublinie;
- Medal Stephani Cardinalis Wyszyński „Magister iuris Dei”[2].

## Wybrane publikacje
- Typy formowania pnia żylnego żołądkowo-jelitowego i jego znaczenie dla zapewnienia dobrego drenażu żylnego z przeszczepu żołądka, 2001, wspólnie z Andrzejem Dąbrowskim i Witem Juśkiewiczem.
- Fundectomy-evoked osteopenia in pigs is mediated by the gastric-hypothalamic-pituitary axis, 2007, wspólnie z Marcinem Tatarą, Witoldem Krupskim i Ewą Śliwą.
- A comparative study of angiogenic and cytokine responses after laparoscopic cholecystectomy performed with standard- and low- pressure pneumoperitoneum, 2009.
- The COX-2 promoter polymorphism – 765 G>C is associated with poor prognosis in hospitalized patients, 2010, wspólnie z Robertem Sitarzem i Małgorzatą Kolasińską-Bzomą.
- Cyklooksygenaza-2 i jej rola w kancerogenezie, 2012, wspólnie z Robertem Sitarzem i Małgorzatą Kolasińską-Bzomą[4].